# Du eolgur-ui yeochin
Du eolgur-ui yeochin (두 얼굴의 여친?; lett. "La fidanzata dalle due facce"), conosciuto anche con il titolo internazionale in lingua inglese Two Faces of My Girlfriend, è un film del 2007 diretto da Lee Seok-hoon.

## Trama
Gu-chang ha ventinove anni e non ha ottenuto niente dalla vita: è ancora costretto a vivere insieme alla madre e alla sorella, non essendo riuscito a trovare un lavoro; si lascia andare a numerosi e imbarazzanti sogni a occhi aperti, "ossessionato" dal voler trovare una ragazza per lui. L'occasione sembra capitare quando ritrova il portafoglio di Ani, ragazza dolce e ingenua, della quale si innamora; dopo avere bevuto, nella giovane appare una personalità totalmente opposta, Hani, che non esita a offendere e picchiare Gu-chan. Quest'ultimo scopre che la ragazza soffre di un disturbo dissociativo dell'identità, e che Hani è la personalità che deve proteggere Ani da chi intende approfittarsi di lei.
Gu-chang decide comunque di proseguire la propria relazione con Ani, e nel frattempo si guadagna la stima e il rispetto della sua controparte Hani. Dopo aver incontrato la sorella della giovane, Sang-hee, scopre che in realtà il vero nome di Ani è Yu-ri, e che il disturbo dissociativo era iniziato dopo un incidente in Antartide, nel quale il fidanzato di Yu-ri aveva perso la vita. Dopo avere scritto, commossa, una lettera di addio a Gu-chang, Yu-ri viene sottoposta a una cura nella quale entrambe le sue personalità vengono annullate, facendola ritornare "normale".
Tempo dopo, Gu-chang è maturato ed è riuscito a trovare un lavoro; sebbene Yu-ri non abbia conservato alcun ricordo di lui, il giovane si reca ogni giorno al parco per vederla correre, essendo rimasto innamorato di lei. La giovane se ne accorge e, dopo avergli inizialmente dato del maniaco, inizia a chiacchierarci, ritenendo impossibile che loro due fossero stati realmente fidanzati e rivelando che Sang-hee gli aveva precedentemente parlato di lui. Come all'inizio della sua precedente relazione con Ani, Gu-chang inizia a pranzare con la giovane e a posare la propria testa accanto alla sua, facendo presagire che – a prescindere dalla personalità – i due avranno comunque un futuro insieme.

## Distribuzione
In Corea del Sud la pellicola è stata distribuita dalla Showbox a partire dal 12 settembre 2007. Un rifacimento in lingua cinese, intitolato Goodbye, Ani!, è stato invece distribuito nel corso del 2015.